# Microforma digital
Microforma digital es una figura jurídica con un alto componente informático, creada en el Perú para que las imágenes de los documentos digitalizados tengan el mismo valor probatorio que un documento en papel.
De manera que por esta figura jurídica-informática un documento físico puede convertirse en un documento electrónico, este último posee el mismo valor legal que el documento físico, al extremo que la norma establece que una microforma puede reemplazar al documento físico, por tanto permite la eliminación de documentos físicos.
Cada microforma contiene las actas de apertura y cierre, las cuales deben ser elaboradas por el Fedatario Informático y son firmadas por él, por el representante de la empresa o institución dueña de los documentos, y de ser el caso, por la empresa que brindó el servicio de digitalización con valor legal. 

## Antecedentes
Las microformas digitales fueron creadas en el Perú, mediante la dación del Decreto Legislativo N° 681, de fecha 14 de octubre de 1991. Esta norma reguló el uso de tecnologías avanzadas en materia de archivo de documentos e información producida por medios informáticos.

## Base Legal
- Decreto Legislativo Nº 681 - norma el uso de tecnologías avanzadas en materia de archivo de documentos e información. Otorga a las microformas el mismo valor legal que un documento original, las microformas son documentos o archivos electrónicos conservados en medios WORM.

- Decreto Supremo Nº 001-2000-JUS - reglamenta la aplicación de normas que regulan el uso de tecnologías avanzadas en materia de archivo de documentos e información a entidades públicas y privadas. Asimismo, establece que los datos informatizados de las entidades públicas y privadas deberán tener los sistemas de seguridad e integridad que garanticen su inalterabilidad e integridad la cual puede incluir uso de firma o signatura informática.

- Ley 27291  - modifica el Código Civil permitiendo el uso de medios electrónicos para la comunicación de la manifestación de voluntad.[2]

- Ley de Firmas y Certificados Digitales (Ley 27269) - regula la utilización de la firma electrónica, otorgándole la misma validez y eficacia jurídica que el uso de una firma manuscrita u otra análoga que conlleve manifestación de voluntad.

- Reglamento de la Ley de Firmas y Certificados Digitales (D.S. 004-2007-PCM)  - Se aprueba el Reglamento de la Ley de Firmas y Certificados Digitales, se deroga el D.S. 019-2002-JUS y el D.S. 024-2002-JUS. Tiene como considerando, permitir poner en práctica y difundir en el más breve plazo el uso de firmas electrónicas y certificados digitales, a través de la adecuada regulación de la entidades de certificación y de las entidades de registro o verificación, tanto en el sector público como en el sector privado, impulsando el desarrollo del comercio y del gobierno electrónico, así como de la sociedad de la información.

- Ley del Procedimiento Administrativo General (Ley 27444) - establece entre las modalidades de notificación, las cursadas mediante correo electrónico; asimismo permite la cancelación de los derechos de tramitación mediante transferencias electrónicas de fondos; y, que los administrados pueden solicitar que el envío de información o documentación que les corresponda recibir dentro de un procedimiento, sea realizado por medios de transmisión a distancia, tales como el correo electrónico. También prevé, que la constancia documental de la transmisión a distancia por medios electrónicos entre entidades y autoridades, constituye de por sí documentación auténtica y dará plena fe a todos sus efectos dentro del expediente para ambas partes, en cuanto a la existencia del original transmitido y su recepción.[4]

## Aplicación
Se aplica en los procesos de digitalización, donde los documentos en papel se digitalizan e indizan, permitiendo contar documentos electrónicos generados a partir de documentos en papel existentes previamente.
En estos procesos participan los depositarios de la fe pública firmando las respectivas actas de Apertura, Cierre y Conformidad

## Tipos
- Microformas (P-D): generadas a partir del papel, documento electrónico en imagen (JPG, TIFF, etc.)

- Microformas (D-D): generadas a partir de un documento electrónico (PDF/A, PDF, Procesador de texto, hoja de cálculo, etc.)

## Requisitos
Para producir se requieren cumplir con los siguientes requisitos:
- Certificado Idoneidad Técnica: emitido por una empresa certificadora, autorizada para operar en el país, permita acreditar técnicamente que existe la capacidad adecuada en procedimientos, recursos humanos entrenados, software, hardware, entre otros.

- Representante de la fe pública: persona que supervisa, realiza actividad de control de calidad y otorga fe pública a los documentos electrónicos.

- Micro archivo:: bóveda certificada para almacenar las microformas.